# Кйога

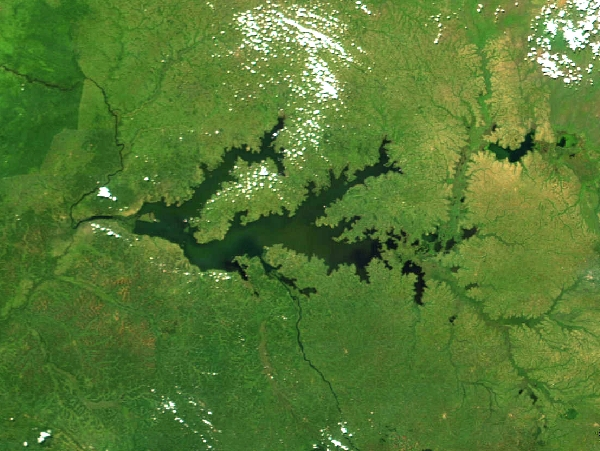
Озеро Кйога з космосу (фото NASA)

Кйога, Кіога (англ. Lake Kyoga) — велике мілководне озеро в Уганді.

## Короткий опис
Площа озера становить близько 1720 км², воно знаходиться на висоті 1033 м над рівнем моря. Білий Ніл впадає в Кйогу по дорозі з озера Вікторія в озеро Альберт. Основний приплив води з озера Вікторія регулює гідроелектростанція Налубаале у Джинджі. Як частина системи Великих Африканських озер, Кйогу не вважають Великим озером. Неподалік від озера Кйога розташоване озеро Кваніа.
Максимальна глибина озера близько 5,7 м, а в середньому — не більше 3 м. Місця, де глибина менше 3 м повністю вкриті водяними ліліями. На більшій частині заболоченої берегової лінії ростуть папірус та водяний гіацинт. Папірус також утворює плавучі острови, що дрейфують між дрібними справжніми острівцями. Озеро оточують заболочені території, які живляться з цілої системи річок і струмків.
В озері Кйога виявлено 46 ендемічних видів риб. Тут водиться багато крокодилів. Озеро судноплавне.

## Історія
Озеро Кйога було відкрите Західним світом 1874 року. Першовідкривачем озера став американський дослідник і мандрівник Чарлз Шайє-Лонг, який назвав його озером Ібрагіма на честь єгипетського полководця та державного діяча Ібрагіма-паші.
1897 року теперішню назву озеру дав мандрівник-дослідник Джеймс Рональд Леслі Макдональд.
Зливи, спричинені Ель-Ніньйо 1997—1998 років, підняли рівень озера на дуже високу відмітку. Це призвело до того, що великі плавучі острови з папірусу та водяного гіацинта відірвалися від берега й скупчилися в місці відтоку з озера в Білий Ніл. Це ще більше підняло рівень води, тож 2002 року було затоплено близько 580 км² прибережних територій. Затоплення спричинили переселення місцевих жителів та соціально-економічні проблеми регіону. 2004 року уряд Єгипту виділив Уганді безоплатну допомогу у розмірі 13 мільйонів доларів США для перекидання води озера в річку Ніл. 2005 року відтік води з озера був все ще значною мірою ускладнений.